# Izumi Maple Reds
Izumi Maple Reds est un club féminin de handball basé à Hiroshima au Japon. Il joue ses matchs à domicile à la Hiroshima Green Arena.
Le club est fondé en juillet 1993 par la chaîne de supermarché Izumi sous le nom de "Izumi Handball Club". En juin 2001, il est renommé repris et renommé Hiroshima Maple Reds. À partir de 2019, elle est redevenue l'équipe commerciale d'Izumi et a changé son nom en "Izumi Maple Reds".

## Palmarès
- Champion du Japon (7) : 1997, 1999, 2000, 2001, 2002, 2003, 2004
- Vainqueur du championnat d'Asie de l'Est (1) : 2005

## Anciennes joueuses
Parmi les joueuses ayant évolué au club, la plus notable est certainement la coréenne Lim O-kyeong, élue meilleure handballeuse mondiale de l'année en 1996. Parmi les autres joueuses, on trouve :
- Akane Aoto
- Aimi Kiyama
- Miho Tsuboi
- Emi Sakaguchi
- Kim Jin-soon
- Oh Seong-ok
- Emiko Egashira
- Tone Hashizume
- Emi Sugimoto
- Miho Iwamoto
- Yukari Asai